# Elisabet Sandunova
Elisabet Sandunova, född 1772, död 1826, även känd under artistnamnet Uranova, var en rysk operasångerska (mezzosopran) och skådespelare. Hon var gift med Sila Sandunov.
Hon var sångelev till Giovanni Paisiello och Vicente Martín-i-Soler, och aktörelev till Ivan Dmitrevskij i kejserliga teatern. Hon debuterade 1790, och var verksam i Moskva mellan 1794 och 1812. Hon blev känd för sin patriotism under 1812 års krig. Efter 1813 var hon verksam i Sankt Petersburg, där hon blev särskilt uppmärksammad för sina operatolkningar av ryska folksånger. Som skådespelare beskrivs hon som en talangfull komiker. 